# John Abner Race

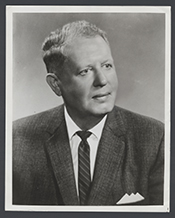

John Abner Race (* 12. Mai 1914 in Fond du Lac, Wisconsin; † 9. November 1983 Fond du Lac) war ein US-amerikanischer Politiker. Zwischen 1965 und 1967 vertrat er den Bundesstaat Wisconsin im US-Repräsentantenhaus.

## Werdegang
John Race besuchte die öffentlichen Schulen seiner Heimat und studierte danach an der University of Wisconsin. Zwischen 1942 und 1965 war er in der Werkzeugherstellung tätig. In den Jahren 1963 und 1964 gehörte er einem staatlichen Bildungsausschuss (State Coordinating Committee on Higher Education) an. Von 1960 bis 1965 war er Mitglied im staatlichen Ausschuss zur Berufsausbildung und Weiterbildung für Erwachsene. In den Jahren 1958, 1960 und 1962 wurde er zum Landrat (County Supervisor) im Fond du Lac County gewählt.
Politisch war Race Mitglied der Demokratischen Partei. Von 1959 bis 1965 führte er deren Vorsitz im Fond du Lac County. Bei den Kongresswahlen des Jahres 1964 wurde er im sechsten Wahlbezirk von Wisconsin in das US-Repräsentantenhaus in Washington, D.C. gewählt, wo er am 3. Januar 1965 die Nachfolge von William Van Pelt antrat. Da er bei den Wahlen des Jahres 1966 dem Republikaner William A. Steiger unterlag, konnte er bis zum 3. Januar 1967 nur eine Legislaturperiode im Kongress absolvieren. Diese waren von den Ereignissen des Vietnamkrieges  und der Bürgerrechtsbewegung geprägt.
Im Jahr 1970 kandidierte Race erfolglos für einen Sitz in der Wisconsin State Assembly. Danach war er im Verkauf für die Firma Central Electric Supply Co. tätig. Er starb am 9. November 1983 in Fond du Lac.